# Cedusa plummeri
Cedusa plummeri är en insektsart som beskrevs av Caldwell 1944. Cedusa plummeri ingår i släktet Cedusa och familjen Derbidae. Inga underarter finns listade i Catalogue of Life.